# Armored Warfare
Armored Warfare est un jeu vidéo free-to-play développé par le studio Mail.ru et édité par la plateforme My.com. Il met en scène des combats de chars d'assaut des années 1950 jusqu'à nos jours en joueurs contre joueurs ou joueurs contre l'intelligence artificielle. Le jeu a d’abord été développé par Obsidian Entertainment avant que son développement soit abandonné en 2017 et repris par Mail.ru jusqu'à aujourd'hui. Armored Warfare repose sur le principe d'un jeu gratuit, mais dont certaines fonctionnalités (bonus, véhicules, comptes premium...) sont payantes,.

## Trame
En 2010, l'Europe subit une très grave crise sociale et économique qui la laisse exsangue à la suite de l'explosion de deux bombes nucléaires à Paris et Berlin. Une révolution mondiale éclate et d'immenses corporations privées prennent le pouvoir après l'effondrement des gouvernements nationaux. L'histoire d'Armored Warfare débute en 2030, où le monde est divisé en de nombreux territoires contrôlés par diverses factions qui y font régner leur loi et s'affrontent. 

## Système de jeu
Armored Warfare est un jeu en vue à la troisième personne, les véhicules étant vus de l'extérieur. Il est toutefois possible de zoomer avec le viseur de son char et de basculer en mode « réticule » pour un tir plus précis. Chaque engin dispose d'un nombre de points de vie variant en fonction de sa catégorie (les chars lourds sont plus résistants que les transports de troupes ou les obusiers) et de caractéristiques qui lui sont propre. Certains sont ainsi plus rapides que d'autres, ont une capacité de détection plus performante ou disposent de missiles antichars. Au cours du combat, certains modules (chenilles, viseur, canon...) peuvent être endommagés et limiter l’efficacité de l'engin. En plus de ses véhicules, le joueur doit gérer ses équipages qui se composent d'un commandant de bord, d'un pilote, d'un tireur/canonnier et parfois d'un chargeur. Ces derniers gagnent de l'expérience au fil des combats et peuvent améliorer leurs compétences et gagner en efficacité. Les commandants de bord sont des personnages « scénarisés » que le joueur débloque en accomplissant différents défis. 
Le joueur incarne un mercenaire travaillant pour une société militaire privée appelée Compagnie noire et exécutant des missions pour le compte de divers commanditaires. Le contenu comporte des missions scénarisées pouvant être exécutées en coopération, des missions « uniques » ainsi que du joueur contre joueur. Au terme de chaque bataille, le joueur remporte des points (crédit, pièces d'or, expérience, réputation...) qui lui permettent de débloquer de nouveaux véhicules, d'améliorer ceux dont il dispose et d'entraîner les membres d'équipage. Les véhicules proposés sont tous des blindés (des années 1950 à aujourd'hui) qui sont soit des chars lourds, des véhicules de combat d'infanterie, des véhicules de combat à roues ou des obusiers automoteurs.
Armored Warfare propose trois modes de jeu. Le premier est un classique joueurs contre joueurs (15 vs. 15) avec ou sans réapparition, l'équipe comptant le plus d'élimination ou ayant détruit tous les véhicules adverses remportant la partie. Le deuxième est un mode bataille où les joueurs humains affrontent les véhicules commandés par l'intelligence artificielle. Au cours de cette bataille, les joueurs doivent remplir différents objectifs comme s'emparer d'un point stratégique, éliminer les forces ennemies ou défendre un objectif. Le troisième mode de jeu appelé Global Operations permet aux joueurs d'enchaîner une série de missions scénarisées (4 ou 5) et reliées entre elles, le succès d'une mission débloquant la suivante. Ces opérations mettent en scène les personnages et événements de l'univers Armored Warfare. Les Global Operations mettent souvent en avant une région du monde précise (États-Unis, Russie, Asie...) et du contenu supplémentaire comme des véhicules spécifiques sont proposés. Dans tous les modes de jeu, les joueurs gagnent de l'expérience qui leur permet de débloquer du nouveau contenu.

### Système de progression
Les véhicules sont classés par Rangs de un à dix allant des véhicules les plus anciens aux plus récents et performants et se débloquent grâce aux points obtenus après les batailles. Les revendeurs qui vendent les véhicules sont chacun spécialisé dans un type d'engin précis. Sophie Wölfli est par exemple spécialisée dans les engins de la famille des M1 Abrams et des Leopard, Marat Shishkin vend principalement des véhicules russes tandis que Francine De Laroche propose des véhicules configurables.
Un véhicule débloqué peut ensuite être amélioré avec des équipements achetés avec des points obtenus après les batailles. On peut ainsi débloquer du blindage supplémentaires sur certains chars (par exemple l'AMX-30 qui peut devenir la version Brenus), un moteur plus puissant, un système de chargement plus rapide, des optiques améliorées, ou de nouvelles munitions, etc. En débloquant certains véhicules, le joueur débloque également de nouveaux commandants de chars, comme Andrey Zaytsev qui est lié au chasseur de chars Sprut SD. 
Il est également possible d'accéder à des véhicules premium en les achetant directement dans la boutique du jeu. 
À intervalle régulier, le jeu propose des événements appelés Battle Path. Ils comprennent une campagne scénarisée et permettent aux joueurs de d'accumuler de l'expérience au fil des batailles et de débloquer des véhicules exclusifs comme l'Objekt 787 Gadyuka ou le TOS-1M Buratino dans la campagne Eclipse. 

## Accueil
Le jeu a globalement été bien accueilli par la critique. En 2014, il est récompensé dans la catégorie « meilleur multijoueurs » du site TenTonHammer's.
Le site web spécialisé Jeuxvideo.com lui attribue la note de 13/20 dans son test paru en 2015. La qualité graphique, le bon équilibre entre arcade et simulation ainsi que les nombreux véhicules proposés faisaient partie des points points positifs tandis que le manque de mode de jeu et l'ambiance sonore peu présente étaient pointés du doigt.

## Anecdote
Durant le Tank Biathlon des International Army Games à Alabino, un T-72B3 russe arborait une publicité pour le jeu. 